# Спіраль (роман Судзукі)
«Спіраль (яп. らせん, Rasen)» — роман Кодзі Судзукі, продовження роману «Дзвінок». Вийшов в 1995 році. Хоча роман і отримав меншу популярність, ніж Дзвінок, він двічі був екранізований.

## Сюжет
Патологоанатом Міцуо Андо, що втратив сина, робить розтин свого знайомого Рюдзо Такаями. На розтин приходить Май Такано, яка і знайшла його тіло. Вона розповідає Андо про розслідування, яке вів Рюдзо зі своїм шкільним другом Кадзуюкі Асакавою. Май та Андо домовляються зустрітися ще раз і обговорити подробиці.
Андо починає розслідування смерті Рюдзо і з'ясовує, що дружина і донька Асакави загинули, а він сам впав у кому. У розслідуванні Андо допомагає його колега Міясіта. Май знаходить в речах Рюдзо касету і дивиться її у себе, після чого їй стає погано і вона падає на підлогу без свідомості. На зустріч з Андо вона не приходить. Андо приходить до її квартири, але її там немає, хоча Андо відчуває, що в квартирі хтось знаходиться.
Андо знаходить в крові Рюдзо дивні хромосоми і припускає, що це залишений йому шифр, і намагається його розгадати. Він приходить до брата Асакави, і той віддає йому записи розслідування від Асакави. Андо читає їх і дізнається все про розслідування. Андо вважає, що записи — це новий спосіб передачі вірусу Садако, і тепер він сам помре через тиждень. Йому вдається розшифрувати шифр крові Рюдзі. Це слово «мутація». Андо вирішує, що це означає перевтілення вірусу в нову форму, тобто записи Асакави. Також він дізнається, що брат Асакави збирається опублікувати записи, і вірусом заразяться всі, хто їх прочитає. А Асакава помирає в лікарні. Андо з Міясітою вивчають вірус у загиблих від касети і називають його RING-вірус.
Через тиждень після зникнення Май Такано її тіло знаходять у вентиляційній шахті на даху будівлі. Андо з'ясовує, що прямо перед смертю вона народила, хоча тиждень тому на розтині Рюдзо у неї не було живота. Дитини Май так і не знайшли. Андо піднімається до місця її смерті і знайомиться там з Масако, яка представляється сестрою Май. Андо проводить з нею ніч. Тим часом Міясіта відправляється до театральної школи, де вчилася Садако. Він дістає її фотографію і посилає листом Андо. Андо отримує її і дізнається на ній Масако, що знаходиться в іншій кімнаті. Андо тікає з хати і біжить до Міясіти.
Разом вони повертаються до Андо, але Садако/Масако вже немає. Вона залишила Андо лист. У листі вона роз'яснювала, як через те, що вірус мутував, він не вбив Май, а запліднив її Садако. Садако підпорядкувала собі розум Май і вирушила на дах, щоб Май її там через тиждень народила. Наступний тиждень вона ховалася в квартирі Май, поки не доросла до віку, в якому вона померла. Коли Андо приходив до Май, немовля Садако була там, але він її не помітив. Садако планує, що через опубліковані записи Асакави всі жінки заплідняться нею так само, як Май, і всі Садако, що відродяться,  заселять світ. Вона просить Андо не заважати її планам, або вона призведе вірус в його крові в дію, і він помре, натомість на одну послугу, Садако допоможе повернути до життя сина Андо. Андо розуміє, що Садако не змогла все це робити на самоті, і вони з Міясітою приходять до висновку, що Рюдзо Такаяма після смерті об'єднався з Садако, і зашифрував код у своїй крові спеціально, щоб Андо зайнявся цим розслідуванням. Андо погоджується на пропозицію Садако. Вона повертає йому сина, а він допомагає воскресити Рюдзі.
Три місяці потому Андо з сином сидять на пляжі. До них приходить Рюдзі. Він пояснює Андо, що вважає, що заселення всього світу Садако — це всього лише новий виток еволюції, і в цьому немає нічого поганого. Також Рюдзі додає, що за книгою брата Асакави роблять фільм, значить вірус буде поширюватися набагато швидше. Андо збирається виїхати з сином на далекий острів, де немає ні книг, ні телевізорів, тому вірусу Садако туди не дістатися. Рюдзі прощається з Андо й іде далі допомагати Садако. А Андо заходить з сином в море, бо він через свою смерть у воді боїться її. Андо розуміє, що вибравши сина, а не порятунок світу, він не помилився.

## Центральні персонажі
- Міцуо Андо — протагоніст роману; патологоанатом, який намагається з'ясувати причину подій, в основному — зникнення Май Такано.
- Міясіта — колега Асакави, що допомагає йому у вивченні RING-вірусу. Він відчуває співчуття до Андо, у зв'язку зі смертю його сина.
- Садако Ямамура — антагоніст роману; вона створила касету з вірусом, що вбиває всіх, хто її подивиться, через тиждень. У зв'язку з тим, що Садако була мертва, її поява не передбачалась в первісному розвитку роману до фінального повороту.
- Рюджі Такаяма — один з головних героїв першої частини, також однокурсник Андо. З початком подій він вже мертвий. Андо припускає, що Рюдзі посилає йому з того світу підказки, щоб зупинити RING-вірус. У фінальному повороті Рюдзі постає як другий антагоніст.

## Назва
Слово Спіраль побіжно згадується в романі: якщо шляхом копіювання касети зупинити смертоносний ефект вірусу в тілі, то з початкової форми кільця він приймає вигляд спіралі. Однак, у сюжеті роману, спіраль може означати систему дії еволюції. Також, автор Кодзі Судзукі в інтерв'ю заявив, що одне із значень назви — подвійна спіраль ДНК. Отже, назва роману є грою слів, також як кільце.

## Реліз
Роман побачив світ 31 липня 1995 року.

## Реакція
Роман отримав в основному позитивні відгуки. Багато читачів і критики лаяли роман за занадто велику кількість наукових пояснень і дуже детально розписаний фінал, але при цьому додавали, що роман читається на одному диханні.

## Теми
У романі піднімаються теми апокаліпсису, загибелі людства як частина еволюції, реінкарнації, виборі між Добром і злом. Смерть Май Такано і народження Садако подібно перетворення гусениці в метелика. Вибір Андо наприкінці роману втілює вибір «меншого з двох зол».

## Екранізації
Перша екранізація роману «Спіраль (фільм, 1998)» була сіквелом до фільму Дзвінок, випущена з ним одночасно. Дзвінок отримав величезну популярність, а Спіраль провалилася в прокаті і була розірвана критиками. Фільм був досить близький роману. Головною відмінністю було розширення лінії Май Такано та її відносини з головним героєм, яких у романі не було.
У 1999 році вийшов однойменний серіал, продовження серіалу Дзвінок: Остання глава, що складається з 13 серій. Серіал сильно відрізнявся від першоджерела: Андо був не патологоанатомом, а професором; Запис Садако тепер був на диску; Май Такано спочатку знала про Садако і намагалась її зупинити тощо. В середині серіал зовсім віддалився від роману, однак до кінця трохи наблизився до фіналу роману.

## Російський переклад
Так само, як і «Дзвінок», російський переклад роману опубліковано в 2005 р. петербурзьким видавництвом «Амфора» під подвійною назвою «Дзвінок 2 (Спіраль)», щоб зберегти впізнаваність для глядачів фільму. Переклад з японської виконала Олена Байбікова. Потім роман був перевипущений в оформленні іншого кольору, а ще пізніше у збірнику всій серії «Світ Дзвінка».